# Cuerva
Cuerva è un comune spagnolo di 1 400 abitanti situato nella comunità autonoma di Castiglia-La Mancia.